# Ebrahim Forouzesh
Ebrahim Forouzesh (in persiano ابراهیم فروزش‎; Teheran, 1939) è un regista iraniano e un ex manager del dipartimento del cinema dell'"Institute for the Intellectual Development of Children and Young Adults" (1971-1978)  dove ha supervisionato la produzione di molti film, cortometraggi e di animazioni. Ha collaborato con Ali Akbar Sadeghi e Abbas Kiarostami.

## Filmografia
- Kelid (the key), 1987, scritto da Abbas Kiarostami
- La giara, 1992
- The Little Man, 2000
- Children of Petroleum, 2001
- Hamoon and Darya, 2008
- Zamani baraye doust dashtan, 2008
- First Stone, 2010
- Shir too Shir, 2012